# 4-氯苯甲腈
4-氯苯甲腈是一种有机化合物，化学式为ClC6H4CN。它是白色固体，是氯苯甲腈的三种同分异构体之一。它在工业上由4-氯甲苯的氨氧化反应制得。它是一些涂料的商用中间体。

## 反应
在光照下，4-氯苯甲腈和叔丁醇钾在DMF中发生脱卤反应，得到苯甲腈。
在硫酸铝催化下，它在DMSO中可以和叠氮化钠反应，得到5-(4-氯苯基)-2H-四唑。